# 성헌
성헌(盛憲, ? ~ ?)은 중국 후한 말기의 관료로, 자는 효장(孝章)이며, 양주 회계군 사람이다. 공융의 의형이다.

## 생애
기량이 있고 바르고 빼어나 효렴으로 천거되었다. 상서랑(尙書郞)이 되고 후에 오군태수가 되었으나, 질병을 이유로 관직을 떠났다.
허공이 와서 오를 다스리자, 옛날 성헌이 천거한 고대가 성헌을 허소(許昭)의 집으로 피신시키고 도겸의 구원을 얻어 도겸이 군사를 보내 주었다.
손책에게 격파당하고 도주해 온 엄백호를 허소가 맞이해 주었으므로, 정보는 손책에게 허소를 치기를 권했으나 손책은 허소를 의롭게 여겨 치지 않았다. 그럼에도 손책은 강동의 호걸들을 주살하면서 성헌이 명망 높은 것을 깊이 꺼렸다.
소부 공융은 성헌과 친교가 있었으므로, 조조에게 서를 올려 성헌을 천거하여 손책의 핍박 중에서 구제하여 쓰기를 청했다. 조조는 성헌을 기도위(騎都尉)로 임명했으나, 미처 그 명령이 이르기도 전에 성헌은 손권에게 살해당하였다.
아들 성광(盛匡)은 조조에게로 달아났고, 관직은 정동사마(征東司馬)에 이르렀다.

## 일화
성헌이 젊어서 낭(郞)이었을 일이다. 나가 노닐다가 한 아이를 만났는데 용모가 비상하였다. 이를 기이하게 여겨 이름을 물으니, 노국 사람 공융이었고, 나이는 10여 세였다. 성헌은 수레에서 내려 공융의 손을 잡았고, 집에 데려가 담화를 나누고 잔치를 벌여 형제의 의를 맺었다. 성헌은 모친께 아뢰었다.
| “ | 어머님, 축하해 주십시오. 예전에는 저 헌만 있었으나, 지금 제게 아우가 생겼습니다. | ” |

## 출전
- 장발, 《오록》(吳錄) [진수, 《삼국지》 권46 손파로토역전 배송지주에 인용]
- 우예, 《회계전록》(會稽典錄) [진수, 《삼국지》 권51 종실전 배송지주에 인용]
- 우예, 《회계전록》 [이방, 《태평어람》 권409에 인용]

## 같이 보기
- 삼국지 인물 목록